# Kanteletar

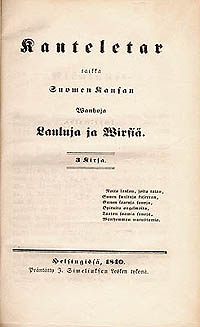
Kanteletar taikka Suomen Kansan Wanhoja Lauluja ja Wirsiä.

Kanteletar är ett systerverk till eposet Kalevala och är utgiven 1840 av Elias Lönnrot som Kanteletar taikka Suomen Kansan Wanhoja Lauluja ja Wirsiä.
Det är en samling lyriska och episka folkdikter på den finska runometern. Bland de episka dikterna finns balladerna om Henrik den helige och Lalli och om Klaus Kurcks mord på hustru och barn, den s.k. "Elinan surma".
Verkets betydelse för den finska lyriken anses allmänt vara stor. Den har även inspirerat flera tonsättare, som Toivo Kuula, Jean Sibelius, Selim Palmgren.